# Anchiceratops
Anchiceratops (Anchiceratops) – rogaty, czworonożny dinozaur z rodziny ceratopsów (Ceratopsidae). Spokrewniony z triceratopsem.
Nazwa rodzajowa Anchiceratops oznacza prawie rogatą twarz.

## Opis
Anchiceratops posiadał dwa rogi nad oczami i jeden mniejszy róg na nosie. 
W kryzie znajdowały się dwa otwory (prawdopodobnie okryte skórą), które zmniejszały jej ciężar. Tak jak inne ceratopsy miał bezzębny pysk, podobny do papuziego dzioba.

## Wielkość
Anchiceratops miał ok. 6 m długości. Anchiceratops longirostris ważył ok. 1200 kg; czaszka Anchiceratops ornatus należy do większego zwierzęcia, porównywalnego z pentaceratopsem, który osiągał do ok. 2500 kg masy ciała.

## Galeria

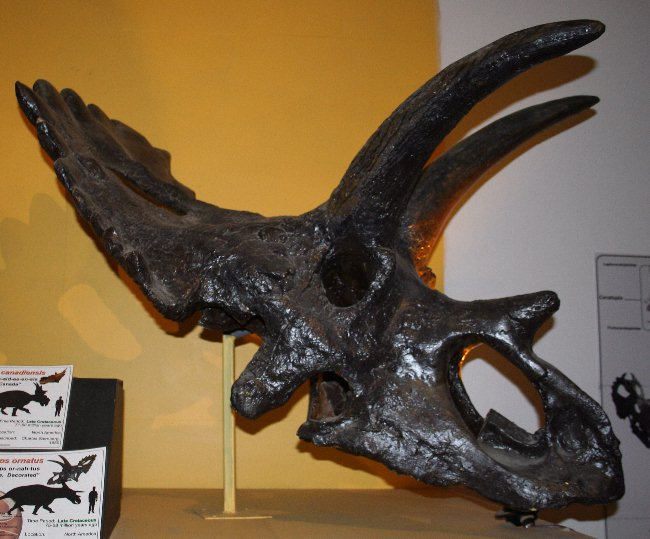
Czaszka

## Występowanie
Anchiceratops występował w okresie późnej kredy -(ok. 78-74 mln lat temu) - na terenach Ameryki Północnej. Jego szczątki znaleziono w Kanadzie na obszarze prowincji Alberta.

## Historia odkryć
Pierwsze szczątki anchiceratopsa zostały odnalezione przez Barnuma Browna w 1912 i nazwane przez niego w 1914.

## Gatunki
- Anchiceratops ornatus (Brown, 1914)
- Anchiceratops longirostris (Sternberg, 1924)